# Doris sticta
Doris sticta är en snäckart som först beskrevs av Tom Iredale och Donoghue 1923.  Doris sticta ingår i släktet Doris och familjen Dorididae. Inga underarter finns listade i Catalogue of Life.